# Villar de la Yegua
Villar de la Yegua ist ein Ort und eine nordspanische Gemeinde (municipio) mit 155 Einwohnern (Stand: 2024) in der Provinz Salamanca in der Autonomen Gemeinschaft Kastilien und León. Zur Gemeinde gehören neben dem Hauptort Villar de la Yegua die Ortschaften Barquilla und Serranillo.

## Geografie
Villar de la Yegua liegt etwa 125 Kilometer westsüdwestlich von Salamanca nahe der portugiesischen Grenze in einer Höhe von ca. 715 m. Der Río Águeda begrenzt die Gemeinde im Osten.

## Bevölkerungsentwicklung
| Jahr      | 1900 | 1950 | 1960 | 1970 | 1981 | 1991 | 2001 | 2011 | 2021 |
| Einwohner | 713  | 817  | 728  | 418  | 426  | 363  | 297  | 209  | 162  |

## Sehenswürdigkeiten
- Höhlenmalereien von Siega Verde (Serranillo)
- Johannes-der-Täufer-Kirche (Iglesia de San Juan Bautista)
- Kolumbakirche (Iglesia de Santa Columba) in Baquilla

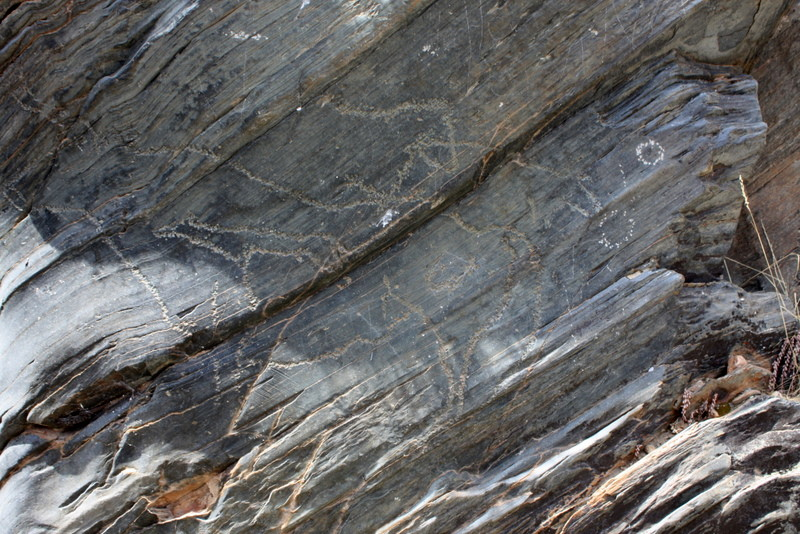
Höhlenmalerei von Siega Verde
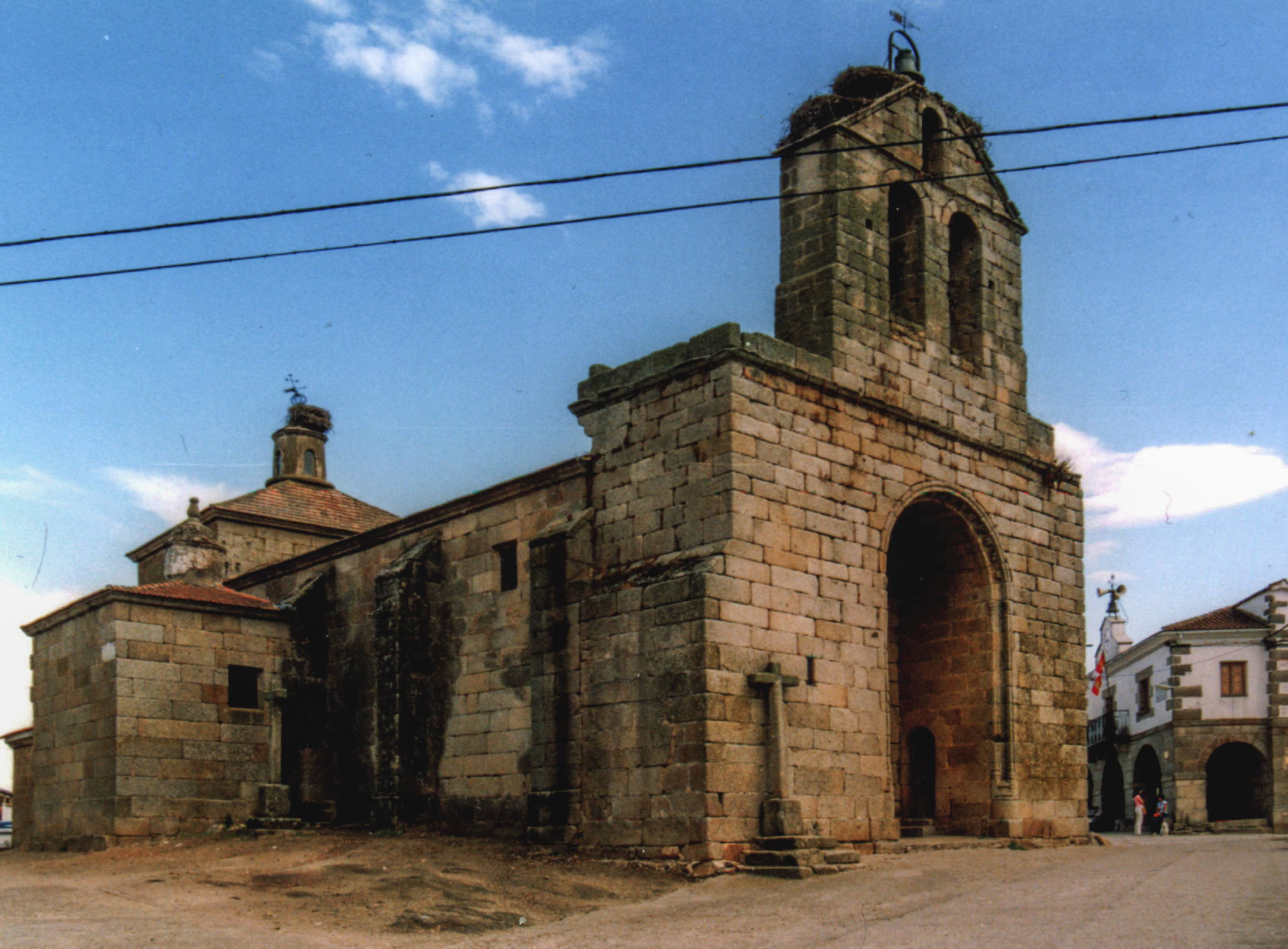
Johannes-der-Täufer-Kirche
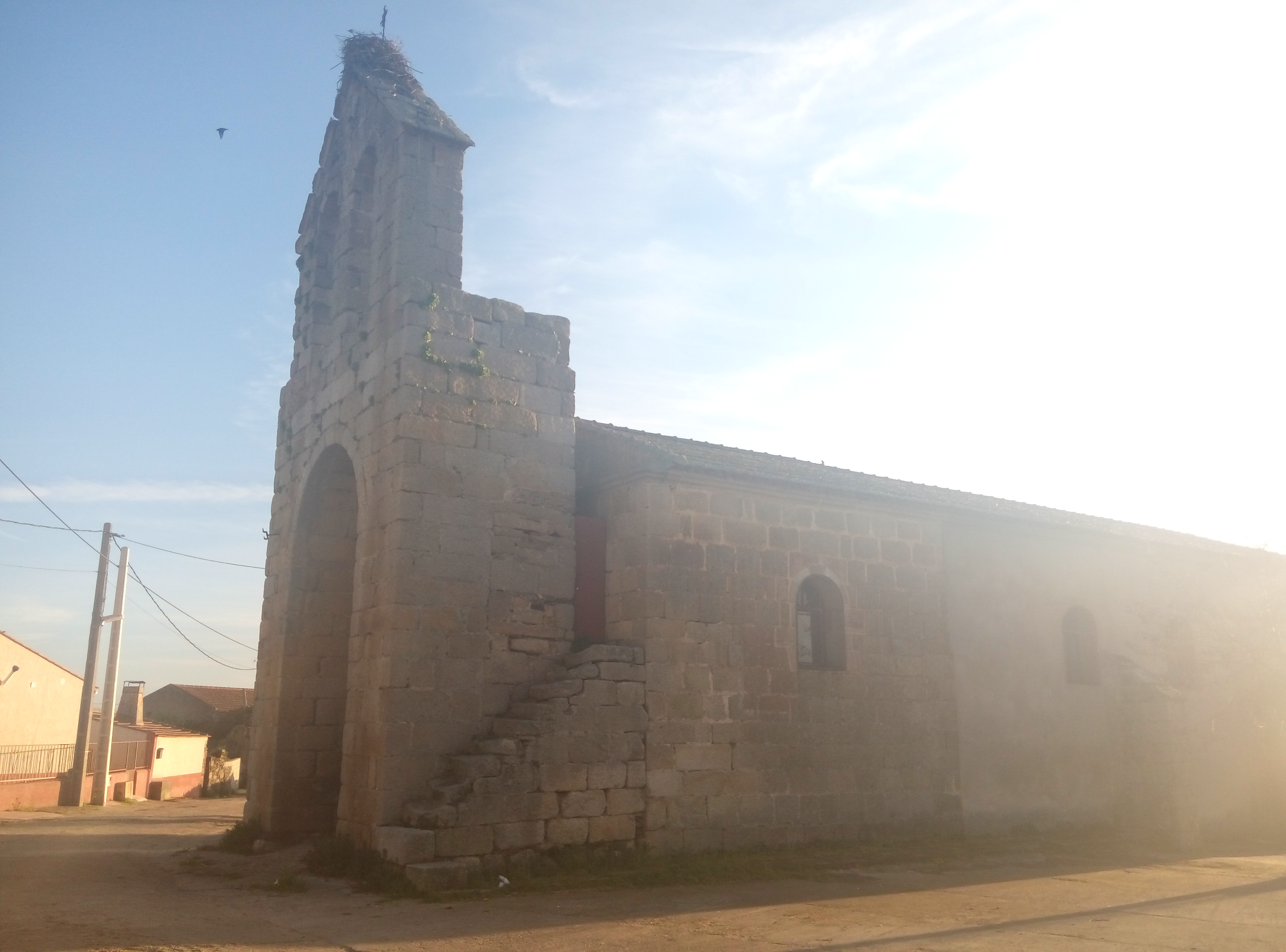
Kolumbakirche